# Bataille de Cyzique
Guerre du Péloponnèse
Batailles
- Sybota
- Potidée
- Chalcis
- Patras
- Naupacte
- Mytilène
- Tanagra
- Étolie
- Olpae
- Idomene
- Pylos
- Sphactérie
- Délion
- Amphipolis
- Mantinée
- Mélos
- Expédition de Sicile
- Symi
- Érétrie
- Cynosséma
- Abydos
- Cyzique
- Notion
- Arginuses
- Aigos Potamos

La bataille de Cyzique est une bataille qui a eu lieu en -410, au cours de la guerre du Péloponnèse, près de Cyzique. Dans la bataille, une flotte athénienne commandée par Alcibiade, Thrasybule, et Théramène a complètement détruit une flotte commandée par le spartiate Mindarus. La victoire d'Athènes a permis de récupérer le contrôle sur un certain nombre de villes de l'Hellespont au cours de l'année suivante. À la suite de leur défaite, les Spartiates ont fait une offre de paix, qui fut rejetée par les Athéniens.

## Prélude
En réponse à la victoire athénienne lors de la bataille d'Abydos, l'amiral spartiate Mindarus demanda des renforts à Sparte et prépara une nouvelle offensive en collaboration avec le satrape perse Pharnabaze. Dans le même temps, les Athéniens étaient incapables de donner suite à leur victoire en raison de l'épuisement de leur trésor qui excluait toute opération majeure. Ainsi, au printemps -410, Mindarus avait construit une flotte de 80 navires et, avec l'appui des troupes de Pharnabaze, prit la cité de Cyzique. La flotte athénienne de l'Hellespont se replia de Sestos à Cardia pour éviter la flotte spartiate supérieure en nombre, et les navires d'Alcibiade, de Thrasybule et de Théramène furent combinés à cette flotte, créant ainsi une armada de 86 trières. Cette flotte, qui embarquait également une force terrestre commandée par Chariton, entra dans l'Hellespont pour défier Mindarus.

## La bataille
La flotte athénienne dépassa la base spartiate d'Abydos de nuit et établit une base sur l'île de Proconnèse, au nord-ouest de Cyzique. Le jour suivant, la flotte désembarqua les hommes de Chariton près de Cyzique et se divisa en deux groupes ; le premier, fort de 20 navires et commandé par Alcibiade, avança en direction de Cyzique, alors que le second restait à l'arrière. Mindarus, voyant une occasion d'attaquer ce qui apparaissait comme une force largement inférieure en nombre, se mit à donner la chasse à la flotte d'Alcibiade, qui battit en retraite. Quand les deux flottes furent loin du port, Alcibiade fit face à Mindarus alors que les navires de Thrasybule et Théramène apparaissaient pour lui couper la retraite. Mindarus, voyant le piège se refermer, fuit vers une plage au sud de Cyzique, où les troupes de Pharnabaze étaient situées. La flotte spartiate avait déjà souffert de quelques pertes lors du combat et atteignit le rivage avec les Athéniens sur ses talons.   
Les troupes d'Alcibiade, menant la poursuite, débarquèrent et tentèrent de ramener les navires spartiates en mer à l'aide de grappins. L'armée de Pharnabaze entra alors dans le combat et commença à repousser les Athéniens, qui étaient inférieurs en nombre. Voyant cela, Thrasybule fit débarquer ses hommes pour créer une diversion et donna l'ordre à Théramène de combiner ses forces avec celles de Chariton et de se joindre au combat. Les forces de Thrasybule et d'Alcibiade durent tout d'abord reculer mais l'arrivée de Théramène et de Chariton changea le cours de la bataille. Les Spartiates et les Perses furent défaits, Mindarus fut tué et toute la flotte spartiate fut capturée. 

## Conséquences
À la suite de cette victoire spectaculaire, les Athéniens prirent le contrôle total des eaux de l'Hellespont. Le jour suivant la bataille, ils reprirent Cyzique qui se rendit sans combattre. Démoralisés par la destruction de leur flotte, les Spartiates envoyèrent une ambassade à Athènes pour demander la paix mais les Athéniens rejetèrent cette offre. Un corps expéditionnaire commandé par Thrasylle fut mis en place pour rejoindre les forces de l'Hellespont. Cette armée, toutefois, quitta Athènes seulement un an après la bataille et, même si les Athéniens finirent par reprendre Byzance et par obtenir que Chalcédoine leur paye un tribut, ils ne profitèrent jamais vraiment de l'avantage que la bataille de Cyzique leur avait donné. La cause de cette inactivité est en grande partie financière car, même après la victoire, le trésor athénien ne pouvait supporter une offensive à grande échelle. Pendant ce temps, les Spartiates, avec l'aide des Perses, reconstruisirent rapidement une flotte pour amoindrir l'avantage pris par les Athéniens. Athènes ne gagna plus qu'une seule bataille navale jusqu'à la fin de la guerre, aux Arginuses, et sa défaite à la bataille d'Aigos Potamos mit fin à la guerre. La bataille de Cyzique, bien qu'ayant été une victoire totale pour les Athéniens, ne leur apporta aucun avantage durable et servit seulement à prolonger la guerre.